# Praia Pesqueira
Praia Pesqueira (« plage de pêche » en portugais) est une localité de Sao Tomé-et-Principe située sur la côte sud-est de l'île de Sao Tomé, dans le district de Caué, à proximité de Ribeira Peixe.

## Géographie

### Climat
Praia Pesqueira est doté d'un climat tropical de type Am selon la classification de Köppen, caractérisé par de nombreux mois de pluies fortes. La saison sèche est courte et peu marquée. La température moyenne annuelle est de 25,1 °C.

### Hydrographie
À moins de 200 mètres de son embouchure, un petit cours d'eau, le rio Martim Mendes, franchit un barrage naturel de roches volcaniques très résistantes et tombe alors en une large cascade divisée en plusieurs petits bras, sur une hauteur d'une quinzaine de mètres avant de rejoindre la mer.

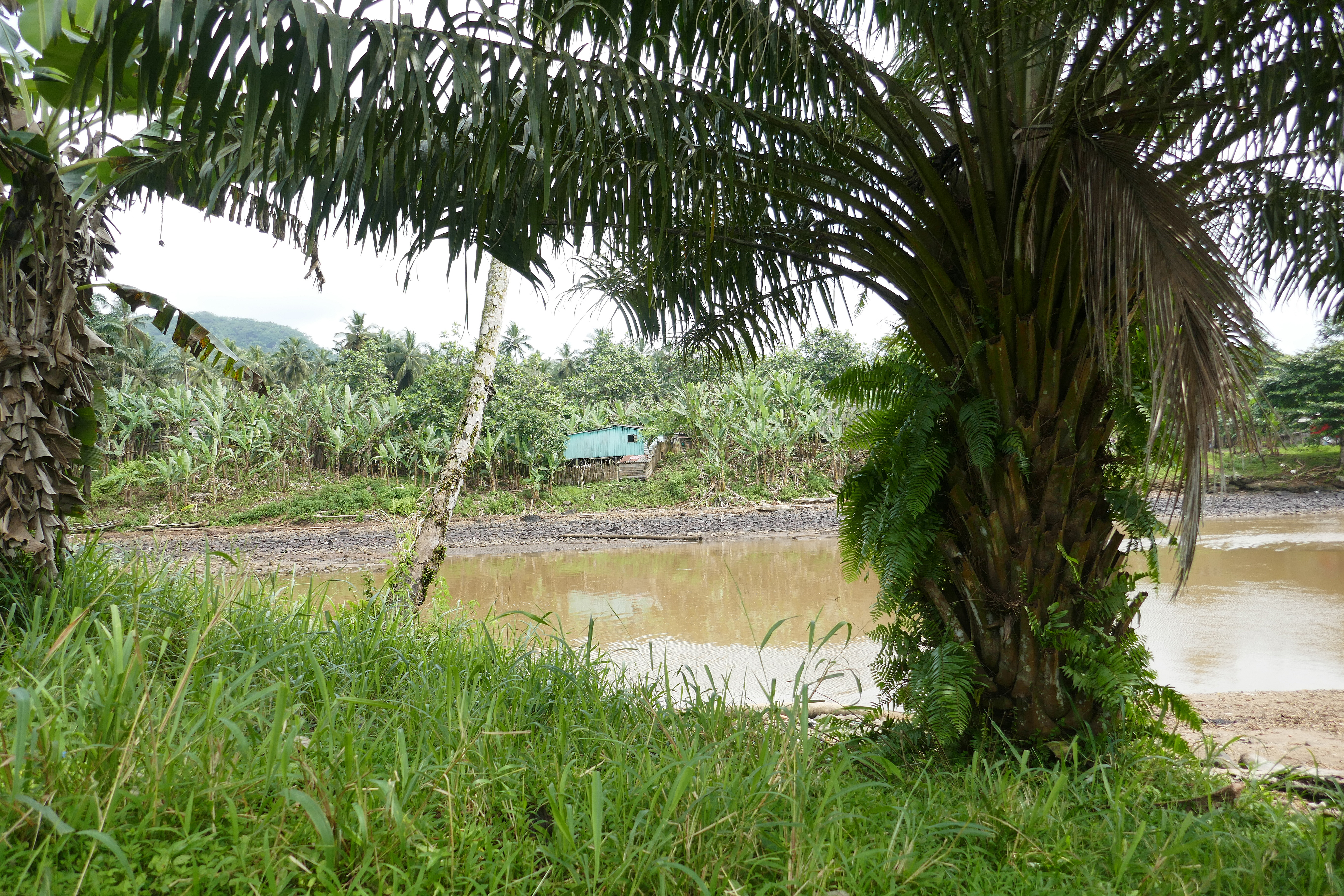
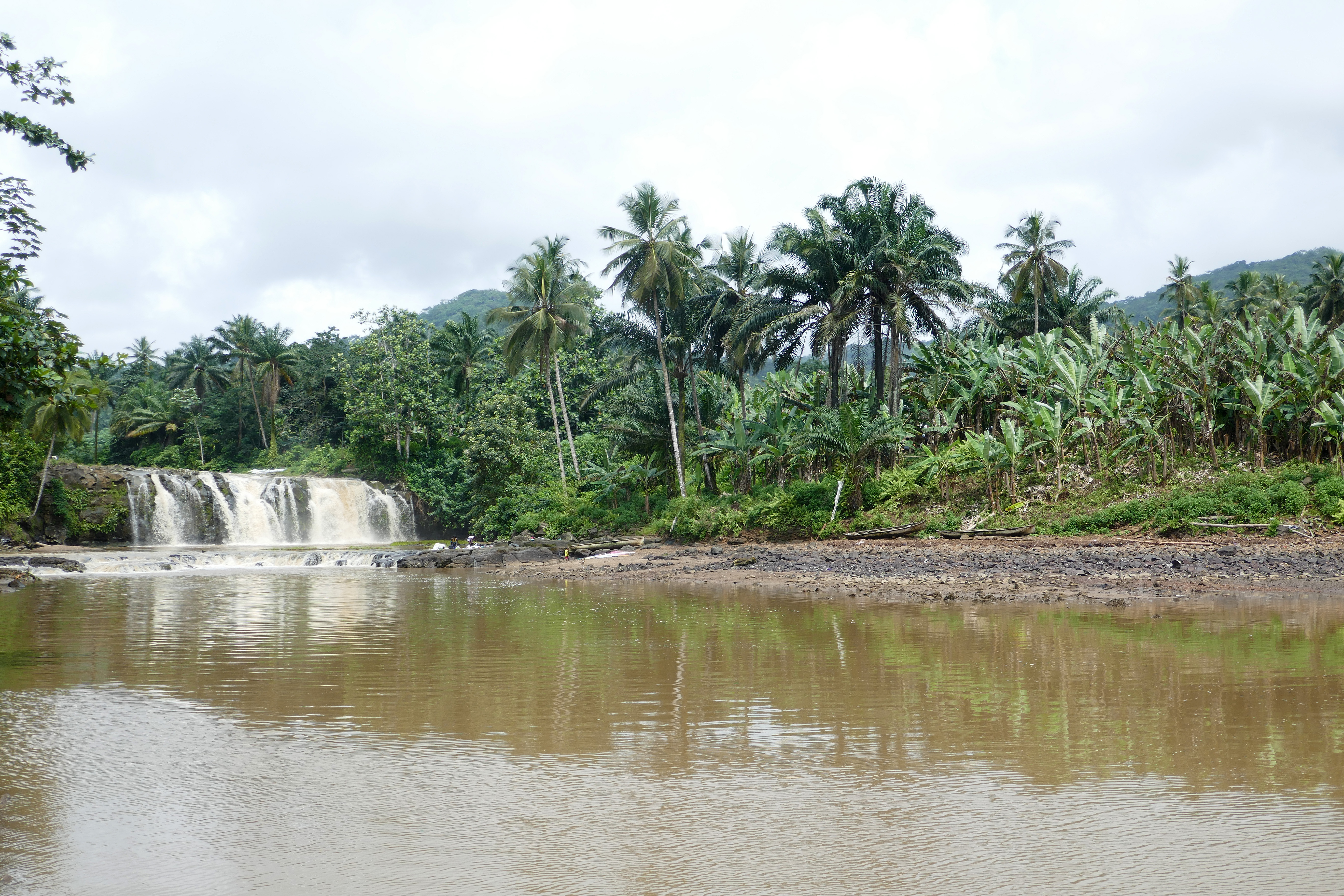
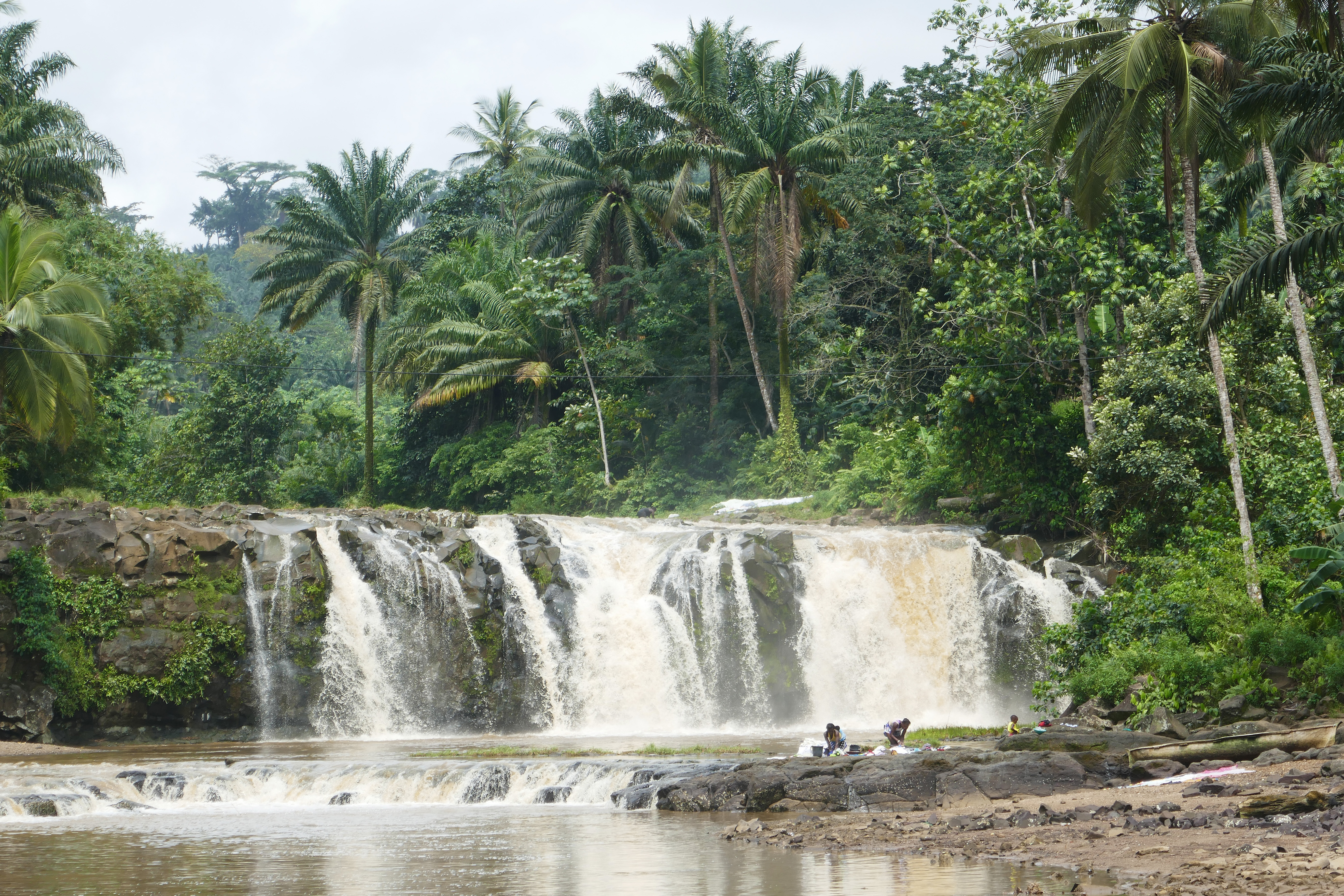
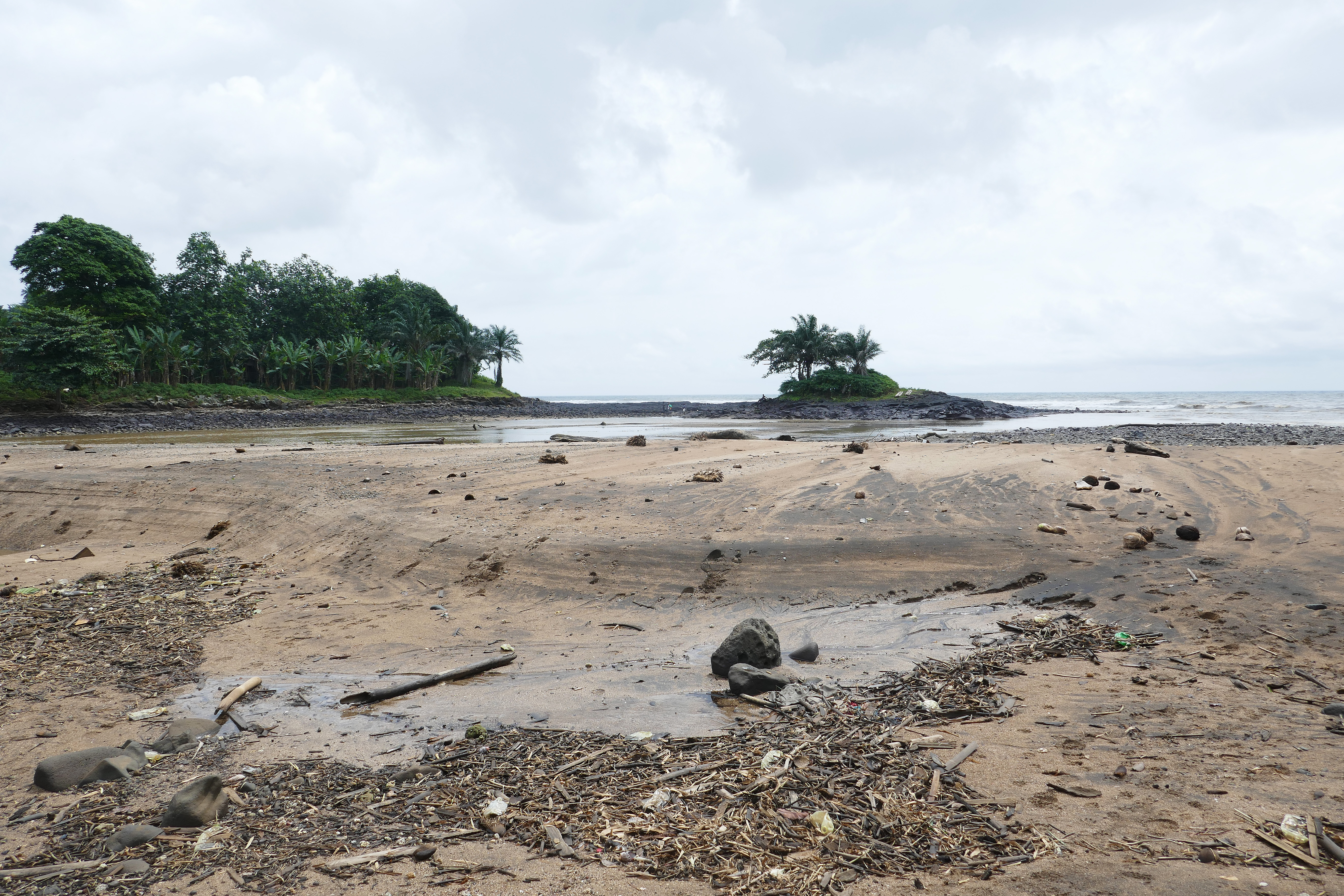
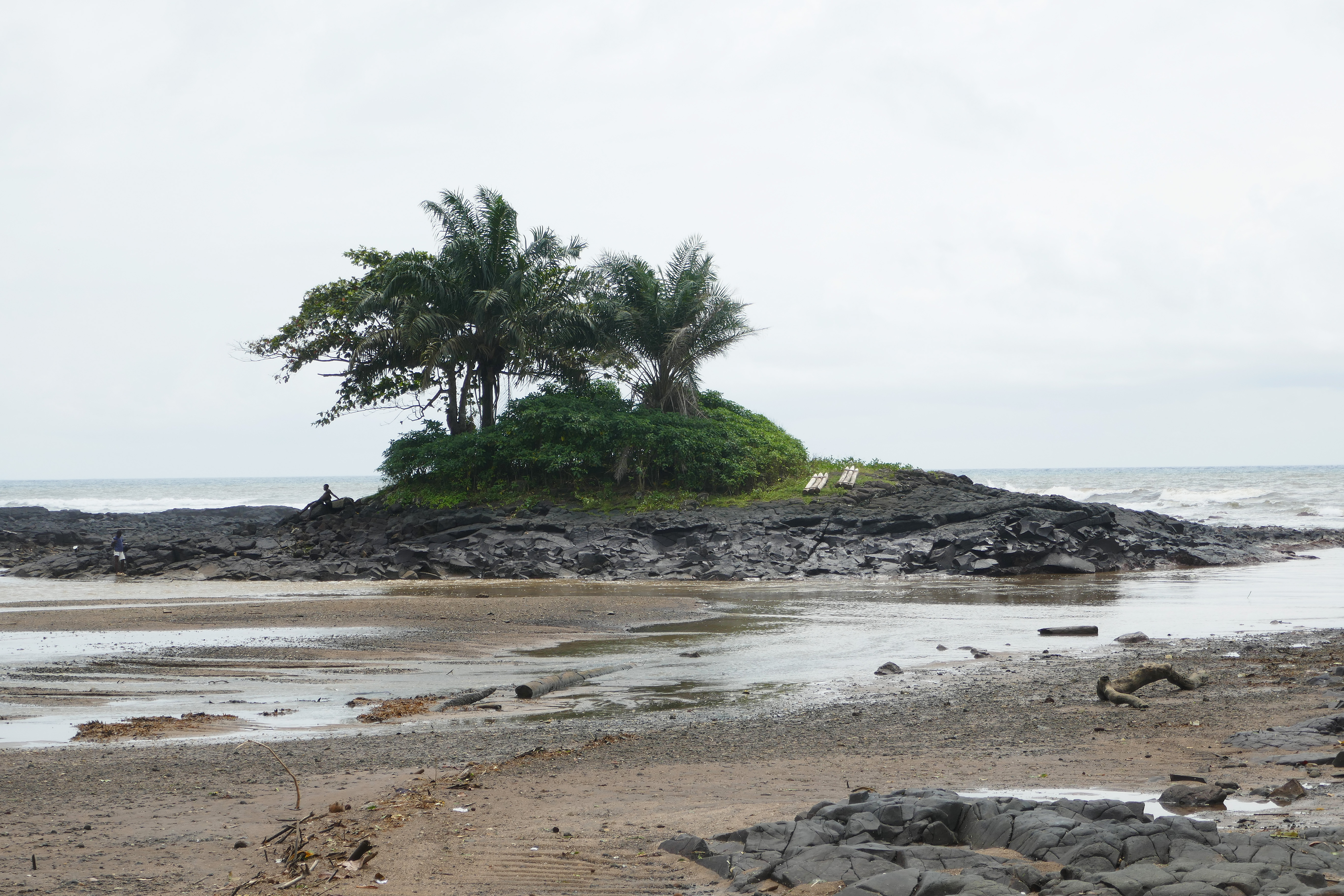

### Population
Lors du recensement de 2012, le village comptait 201 habitants.